# Верхівнянська волость
Верхівнянська волость — історична адміністративно-територіальна одиниця Сквирського повіту Київської губернії з центром у селі Верхівня.

## Історія
Утворена у 1866 році.
Станом на 1886 рік складалася з 5 поселень, 4 сільських громад. Населення — 4547 осіб (2251 чоловічої статі та 2296 — жіночої), 579 дворових господарств.
|                     | Площа, десятин | У тому числі орної, дес. |
| ------------------- | -------------- | ------------------------ |
| Сільських громад    | 3970           | 3622                     |
| Приватної власності | 4606           | 3305                     |
| Іншої власності     | 114            | 88                       |
| Загалом             | 8690           | 7015                     |

Поселення волості:
- Верхівня — колишнє власницьке село при струмкові Верші за 27 верст від повітового міста, 1436 осіб, 222 двори, православна церква, католицька каплиця, школа, 3 постоялих будинки, винокурний завод.
- Бистріївка — колишнє власницьке село при річці Кам'янка, 752 особи, 95 дворів, православна церква, постоялий будинок.
- Крилівка — колишнє власницьке село, 1166 осіб, 156 дворів, православна церква, школа, постоялий будинок, 2 водяних млини.
- Мусіївка — колишнє власницьке село при озері, 640 осіб, 105 дворів, православна церква, постоялий будинок.

Старшинами волості були:
- 1909—1910 роках — Корній Каленикович Мерзляк[3][4];
- 1912—1915 роках — Пантелій Васильович Пащенко[5][6][7].